# Фёдоровка (Магдагачинский район)
Фёдоровка — упразднённая деревня в Магдагачинском районе Амурской области России.

## География
Урочище находится в центральной части Амурской области, на левом берегу реки Тыгды, на расстоянии примерно 57 километров (по прямой) к юго-востоку от посёлка городского типа Магдагачи, административного центра района. Абсолютная высота — 287 метров над уровнем моря.

## История
В 1916 году являлась частью Овсянковской волости Зейского горного округа. Население деревни относилось к Ново-Покровскому переселенческому приходу Благовещенской епархии.
По данным 1926 года входила в состав Тыгдинского сельсовета Тыгдинского района Зейского округа Дальневосточного края.